# Contea di Marion (Oregon)
La contea di Marion (in inglese Marion County) è una contea dello Stato dell'Oregon, negli Stati Uniti. La popolazione al censimento del 2000 era di 284 834 abitanti. Il capoluogo di contea è Salem, anche capitale dello Stato.

## Geografia
La contea si trova nel nord-ovest dello Stato. Il confine nord è segnato dai fiumi Willamette e Butte Creek, il confine est dalla Catena delle Cascate, il confine sud dai fiumi Santiam e North Fork e il confine ovest sempre dal fiume Willamette. La contea si trova nel centro della valle Willamette.

### Contee confinanti
- Contea di Clackmas - nord-est
- Contea di Wasco - nord-est
- Contea di Jefferson - sud-est
- Contea di Linn - sud
- Contea di Polk - ovest
- Contea di Yamhill - nord-ovest

## Storia
La contea (originariamente chiamata Champooick District) fu creata nel 1843. Fu chiamata Marion nel 1849 in onore del generale Francis Marion, eroe della guerra d'indipendenza americana.

## Comuni

### Cities
| - Aumsville - Aurora - Detroit - Donald - Gates - Gervais - Hubbard - Idanha - Jefferson - Keizer | - Mill City - Mt. Angel - St. Paul - Salem (capoluogo) - Scotts Mills - Silverton - Stayton - Sublimity - Turner - Woodburn |

### Census-designated places
- Brooks
- Butteville
- Four Corners
- Hayesville
- Labish Village
- Marion
- Mehama